# Дурасово (Брейтовский район)

Дурасово — деревня в Брейтовском районе Ярославской области. Входит в состав Брейтовского сельского поселения.

## География
Находится в северо-западной части Ярославской области на расстоянии приблизительно 7 км на северо-запад по прямой от административного центра района села Брейтово.

## История
Была отмечена еще на карте 1798 года. В 1859 году здесь (деревня Моложского уезда Ярославской губернии) было учтено 20 дворов, в 1898 — 47, в 1941 — 64.

## Население
Численность населения: 171 человек (1859 год), 56 (русские 96 %) в 2002 году, 33 в 2010.